# 咖啡大亨

咖啡大亨海报

《咖啡大亨》为由美国Anarchy Enterprise公司所开发的虚拟策略游戏，发布于2006年。玩家需要通过种植咖啡豆、冲泡咖啡、雇佣员工一直到建立第一个咖啡点到最后建立咖啡的帝国。

## 相关
- 咖啡大亨官方网站（页面存档备份，存于）